# Reformierte Kirche Santa Maria Val Müstair

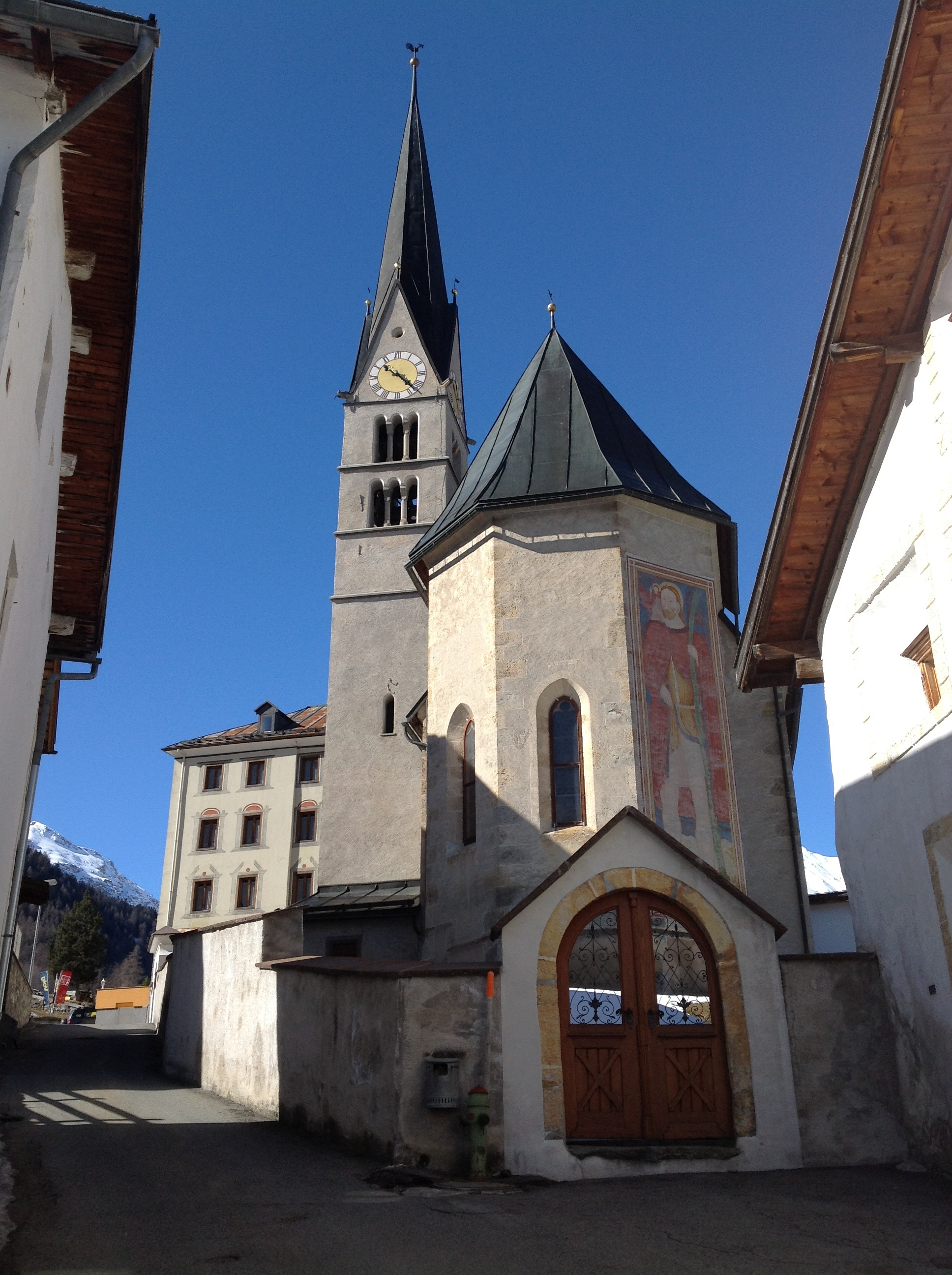
Aussenansicht

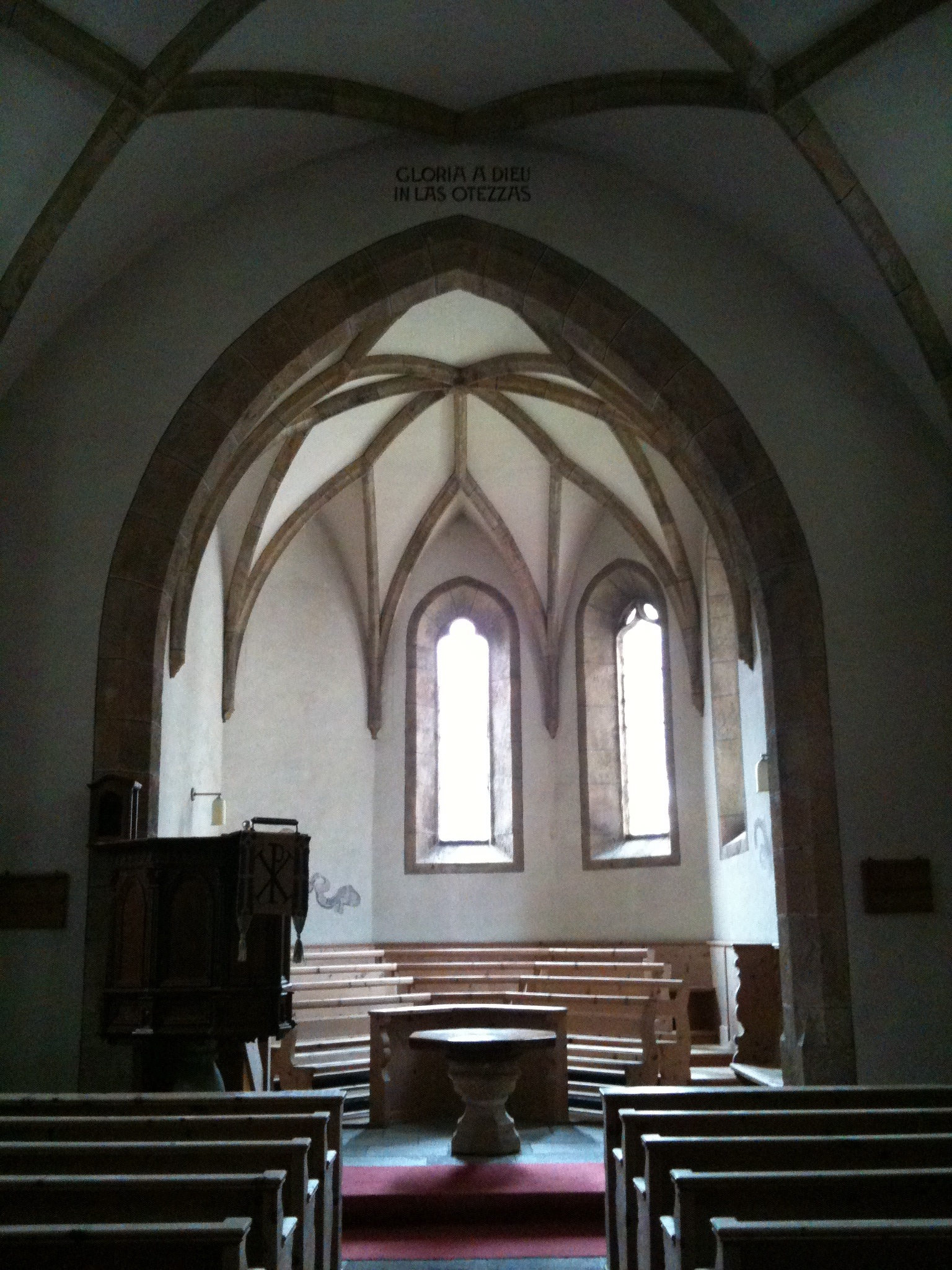
Innenansicht

Die reformierte Kirche in Santa Maria Val Müstair ist ein evangelisch-reformiertes Gotteshaus unter dem Denkmalschutz des Kantons Graubünden.

## Geschichte und Ausstattung
Gesichertes ist erst vom Neubau von Andreas Bühler in vorreformatorischer Zeit 1492 bekannt. Er löste eine romanische Vorgängerkirche ab, deren Bausubstanz teilweise bewahrt wurde. Eine Besonderheit war, dass nach der Annahme der Reformation durch eine Mehrheit des Dorfes die Kirche simultan von beiden Konfessionen bis 1838 genutzt wurde, als das Gebäude ganz auf die Reformierten übertragen wurde. 
Der Kirchturm mit pyramidenförmigen Helm schliesst sich im Süden an die Fassade an.
Das monumentale Christophorusgemälde an der nordöstlichen Aussenwand wurde 1513 von einem Südtiroler Meister angebracht. Vom selben Künstler stammt das Bild «Christus am Ölberg» an der Westfront.
Im Inneren zeigt der Chor ein Sterngewölbe und Gemälde eines deutschen Meisters von 1492 von sieben Aposteln, die sich bis in das Kirchenschiff hinein erstrecken. Der Abendmahlstisch datiert auf 1643 am Ende der Bündner Wirren, die Kanzel auf 1649, die Empore auf 1653. Das Glasgemälde von 1975 im Nordfenster des Kirchenschiffs mit dem Titel Abraham stammt von Gian Casty. Die Orgel wurde 1865/1867 eingebaut; eine Restaurierung neugotischer Teile des Gehäuses erfolgte 1981.
In der Vorhalle und auf dem Friedhof befinden sich zahlreiche Epitaphe.

## Kirchliche Organisation
Santa Maria bildete mit Valchava und der Diaspora in Müstair jahrzehntelang eine Kirchgemeinde. Die Evangelisch-reformierte Landeskirche Graubünden führt sie seit 2013 als Teil der fusionierten Gesamtkirchgemeinde Val Müstair.

## Persönlichkeiten
Santa Maria trat 1529 unter Philipp Gallicius zum evangelischen Glauben über. Erster reformierter Prädikant an der Kirche war Jakob Muntatsch. 
Mit Hans-Peter Schreich, der die Pfarrstelle 1975 antrat, amtete an der Kirche der bis zu seiner Pensionierung 2015 dienstälteste evangelische Pfarrer Graubündens.

## Galerie

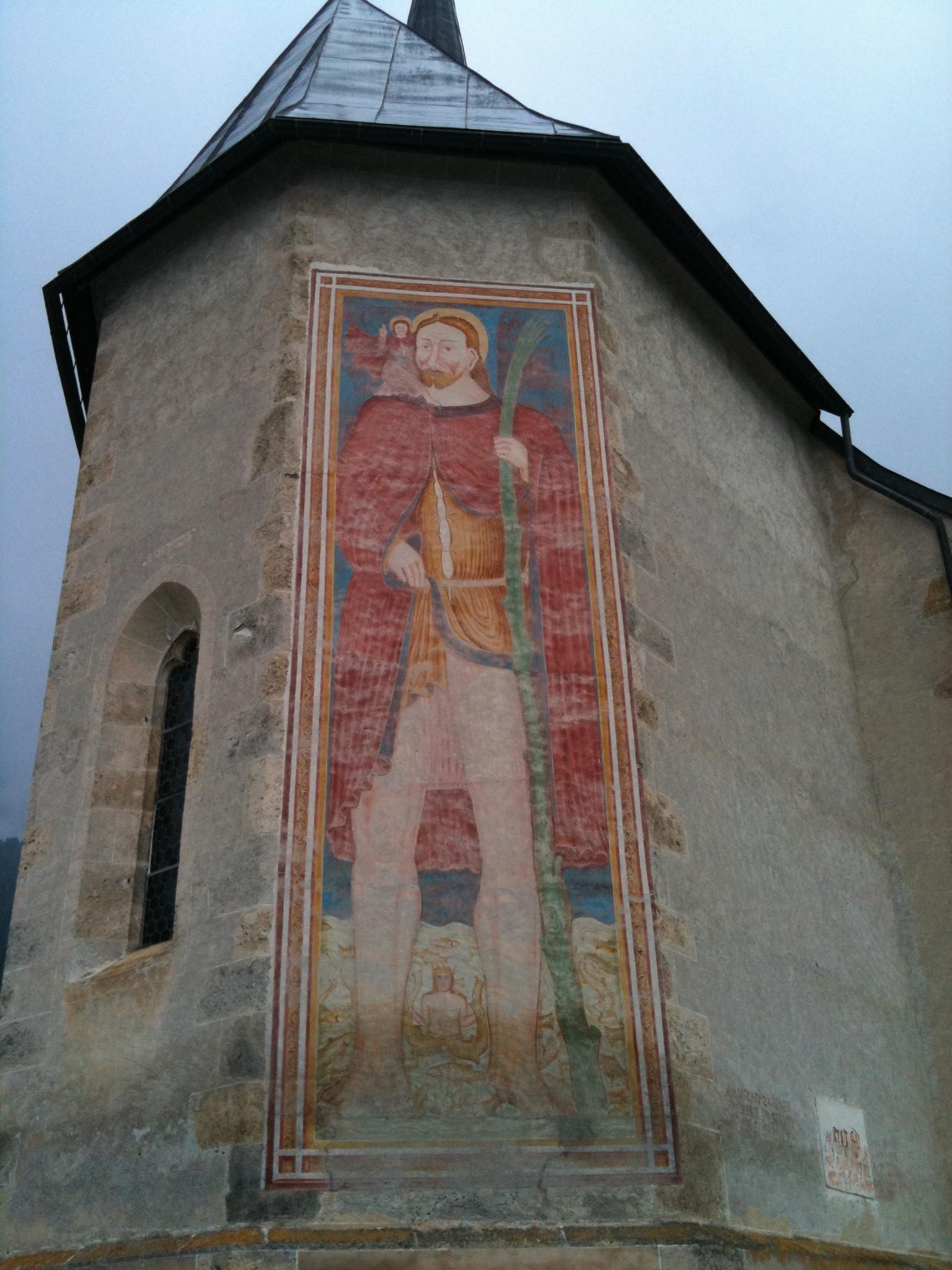
Christophorusgemälde an der Aussenseite des Chores
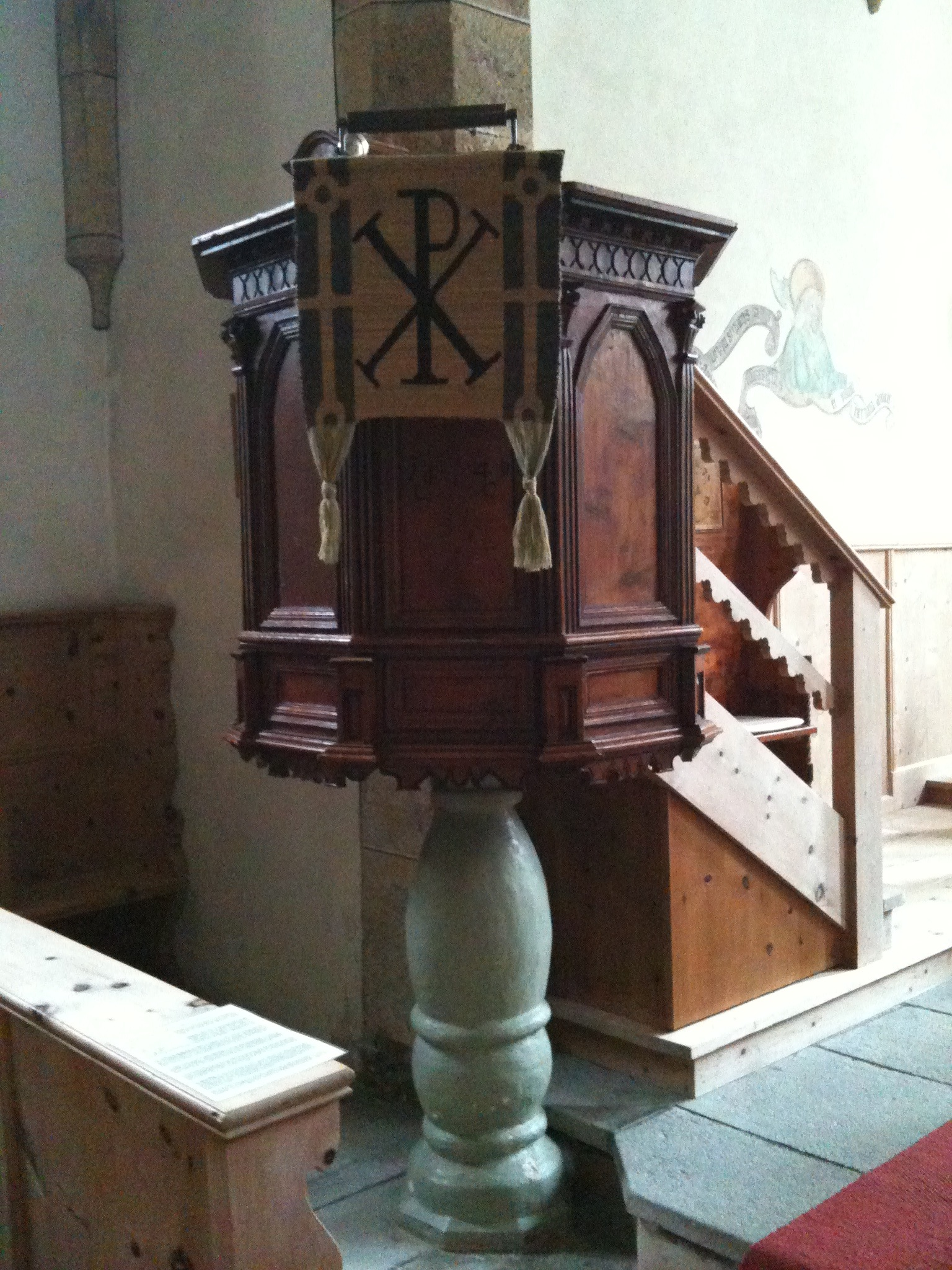
Kanzel
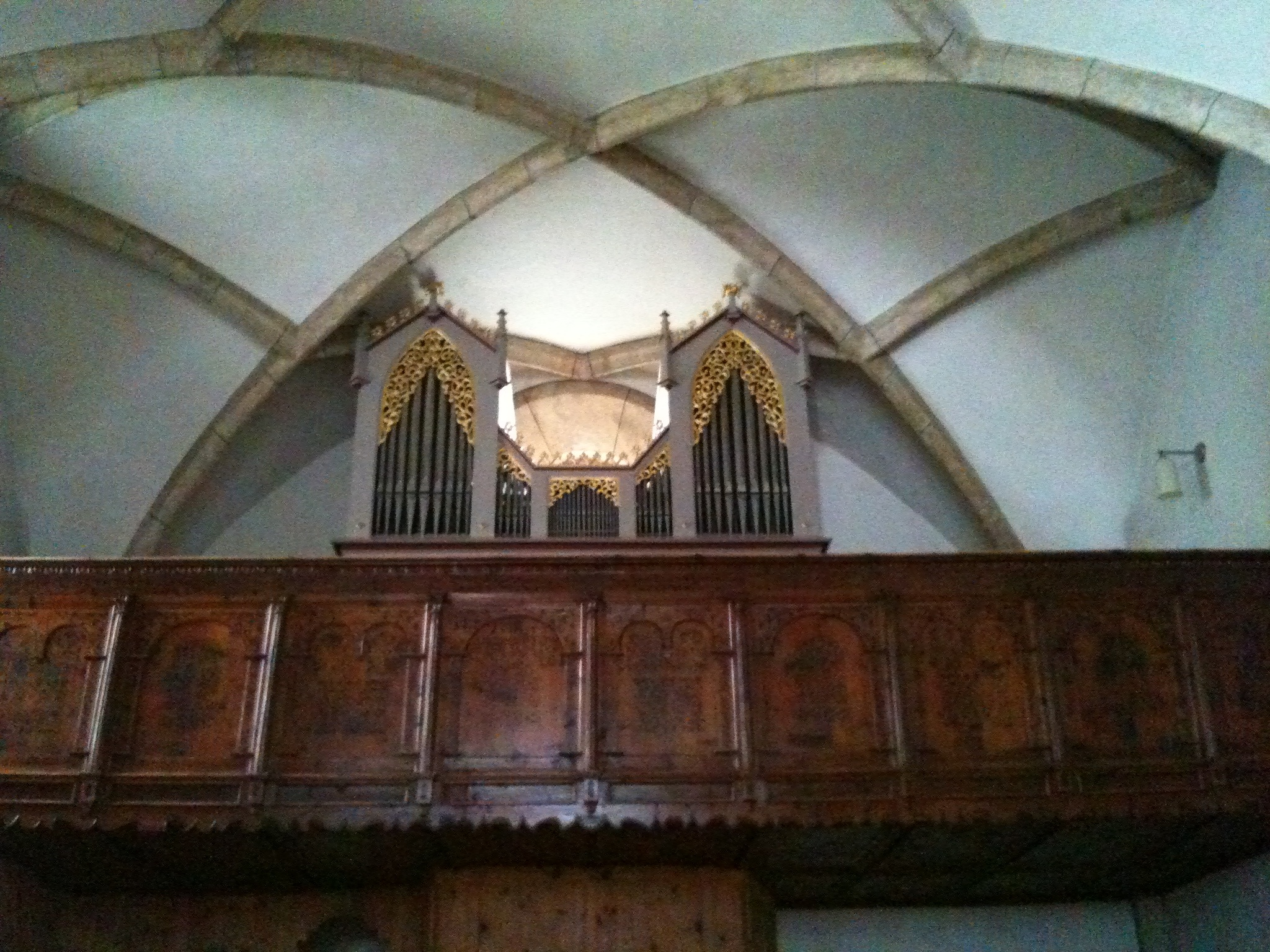
Orgel
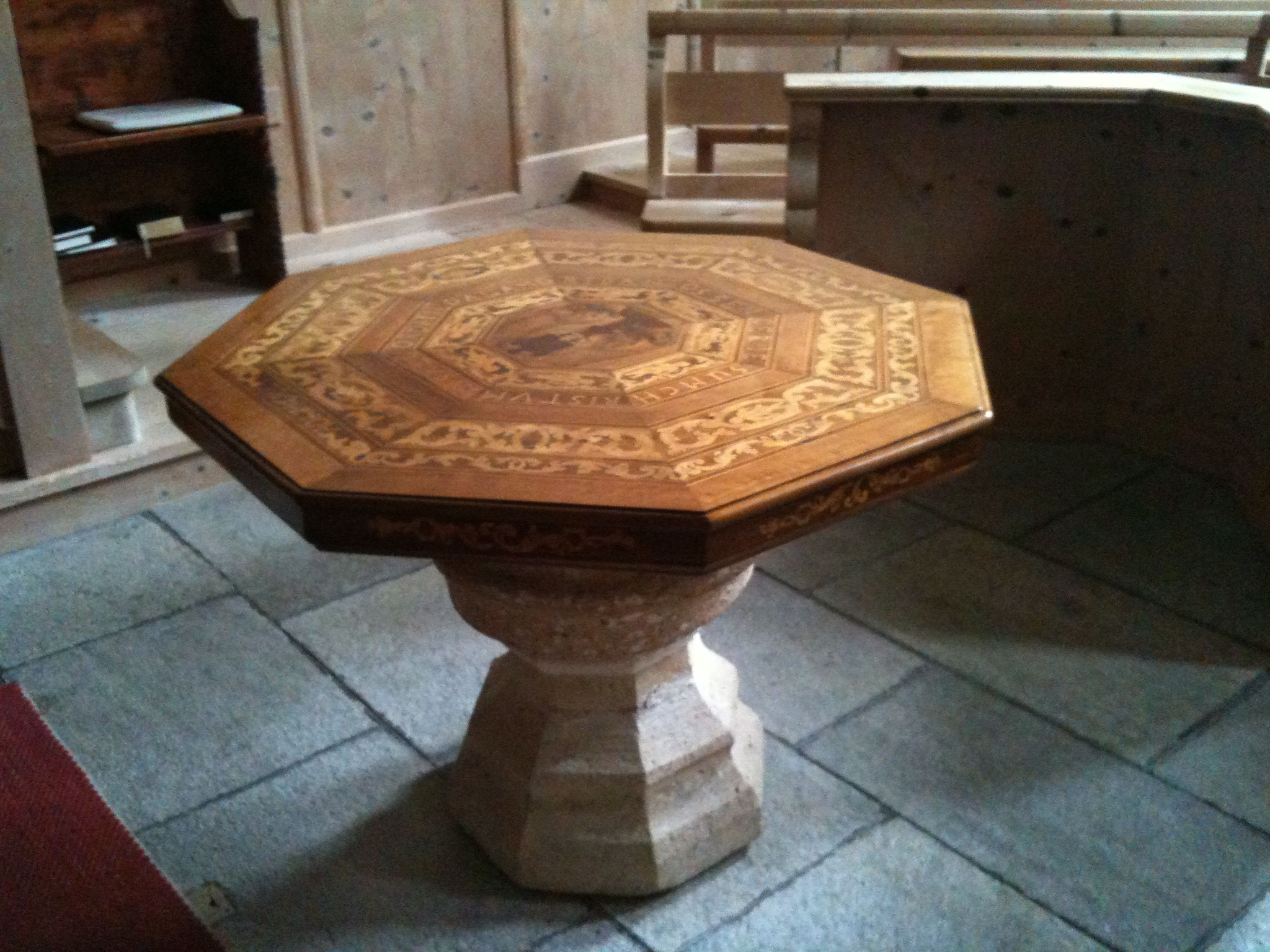
Tauf- und Abendmahlstisch
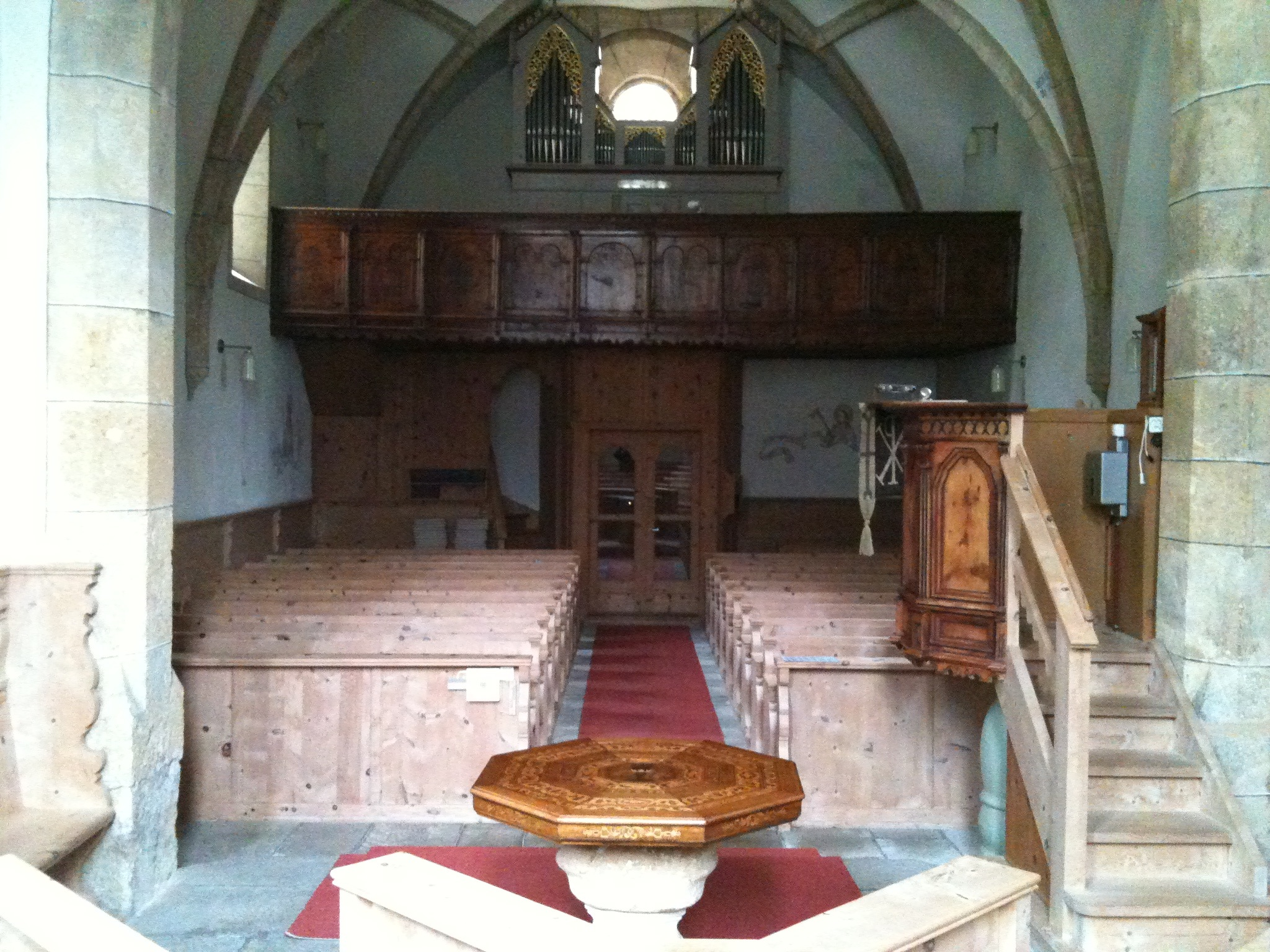
Blick aus dem Chor in das Schiff